# Bildbeschreibungen für Blinde
Bildbeschreibungen für Blinde ermöglichen blinden und sehbeeinträchtigten Menschen Zugang zu bildhaften Darstellungen wie Gemälden, Fotografien, Diagrammen und Schaubildern.
Bildbeschreibungen für Blinde weisen Gemeinsamkeiten aber auch Unterschiede zu anderen Formen von Bildbeschreibungen auf. In der Kunst- und Literaturwissenschaft werden unter Ekphrasis Texte verstanden, vorrangig aus der Antike, des Mittelalters und der Neuzeit, die Kunstwerke beschreiben und sich dabei eigener, poetischer Ausdrucksformen bedienen.
Bildbeschreibungen von Kunstwerken kommen vor allem in Museen zum Einsatz. Bei Audioguides und Audioführungen wird der Blick auf die dort ausgestellten Exponate geführt. Durch diese Bildbeschreibungen werden Bildinhalte sichtbar gemacht und der Zugang zu den Werken erweitert. Meist sind Audioguides beziehungsweise Audioführungen für nicht-blinde oder nicht-sehbeeinträchtigte Besucher konzipiert und sind nicht geeignet für Blinde und Sehbeeinträchtigte. Museen bieten aber auch zunehmend Angebote für Blinde und Sehbeeinträchtigte an, um Barrierefreiheit zu ermöglichen. Hierzu gehören speziell konzipierte Führungen sowie Tastführungen.
Audiodeskriptionen stellen eine weitere Form von Bildbeschreibungen dar. Audiodeskriptionen beschreiben während des Ablaufs eines Films den visuellen Teil und ermöglichen so blinden und sehbeeinträchtigten Menschen, der Handlung zu folgen. Audiodeskriptionen müssen sich in den zeitlichen Ablauf des Films einfügen und dabei weitere akustische Signale wie Dialoge, Musik und Geräusche berücksichtigen.
Eine weitere Form von Bildbeschreibungen sind Alt-Texte. Diese sind im HTML-Code eingebettet und werden anstelle eines Bildes angezeigt, wenn eine Darstellung nicht möglich ist, zum Beispiel, wenn die Bilddatei nicht vorhanden ist oder ein rein textbasierter Browser verwendet wird. Alt-Texte können von Screen-Readern ausgelesen werden und ermöglichen so Blinden Zugang zu visuellen Inhalten im World Wide Web. Sie sind ein wichtiges Element der Anforderungen der Web Content Accessibility Guidelines und der Barrierefreien-Informationstechnik-Verordnung.